# Tratado de Lisboa
El Tratado de Lisboa es un acuerdo internacional que modifica los dos tratados que forman la base constitucional de la Unión Europea. Fue firmado por los Estados miembros el 13 de diciembre de 2007 y publicado en el DOUE el 17 de diciembre del mismo año, entró en vigor finalmente el 1 de diciembre de 2009. Modifica el Tratado de Maastricht (1992), conocido en forma actualizada como el Tratado de la Unión Europea (2007) o TUE, y el Tratado de Roma (1957), conocido en forma actualizada como el Tratado de Funcionamiento de la Unión Europea (2007) o TFUE. En consecuencia, el título formal del texto es Tratado de Lisboa por el que se modifican el Tratado de la Unión Europea y el Tratado constitutivo de la Comunidad Europea.
Con este tratado, la UE tiene personalidad jurídica propia para firmar acuerdos internacionales a nivel comunitario. Además introduce numerosas reformas, entre las que se destacan: el voto por mayoría cualificada que busca reducir las posibilidades de estancamiento en el Consejo de la Unión Europea, un Parlamento Europeo con mayor peso mediante la extensión del procedimiento de codecisión conjunta con el Consejo de la UE, la eliminación de los tres pilares de la Unión Europea, y la creación de las figuras de Presidente del Consejo Europeo y Alto Representante de la Unión para Asuntos Exteriores y Política de Seguridad para dotar de una mayor coherencia y continuidad a las políticas de la UE. El Tratado de Lisboa también hace que la Carta de los Derechos Fundamentales de la Unión Europea sea vinculante jurídicamente.
Las negociaciones para lograr esta reforma de la UE se desarrollaron desde 2002 con la Convención sobre el futuro de Europa que dio curso al fallido intento de creación de una Constitución Europea. El Tratado se firmó en Lisboa (dado que Portugal ostentaba la Presidencia del Consejo de la UE en el momento), y habría sido ratificado por todos los Estados miembro para finales de 2008, a tiempo para las elecciones europeas de 2009. Sin embargo, esto no fue posible debido al rechazo inicial del Tratado por parte del electorado de Irlanda en junio de 2008, por lo que el texto no entró en vigor hasta el 1 de diciembre de 2009.
Algunos detractores del texto aseguran que este promociona la desregulación del mercado y no favorece la intervención del Estado para lograr objetivos sociales así como por ser, en esencia, el mismo tratado que fue rechazado por Francia y los Países Bajos en 2005, la Constitución Europea. Por su parte, algunos partidarios del tratado consideran que hará a la UE más eficaz y democrática.

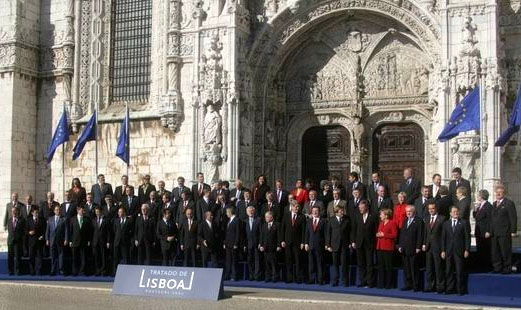
Ceremonia de firma del tratado en el Monasterio de los Jerónimos de Belém.

## Historia

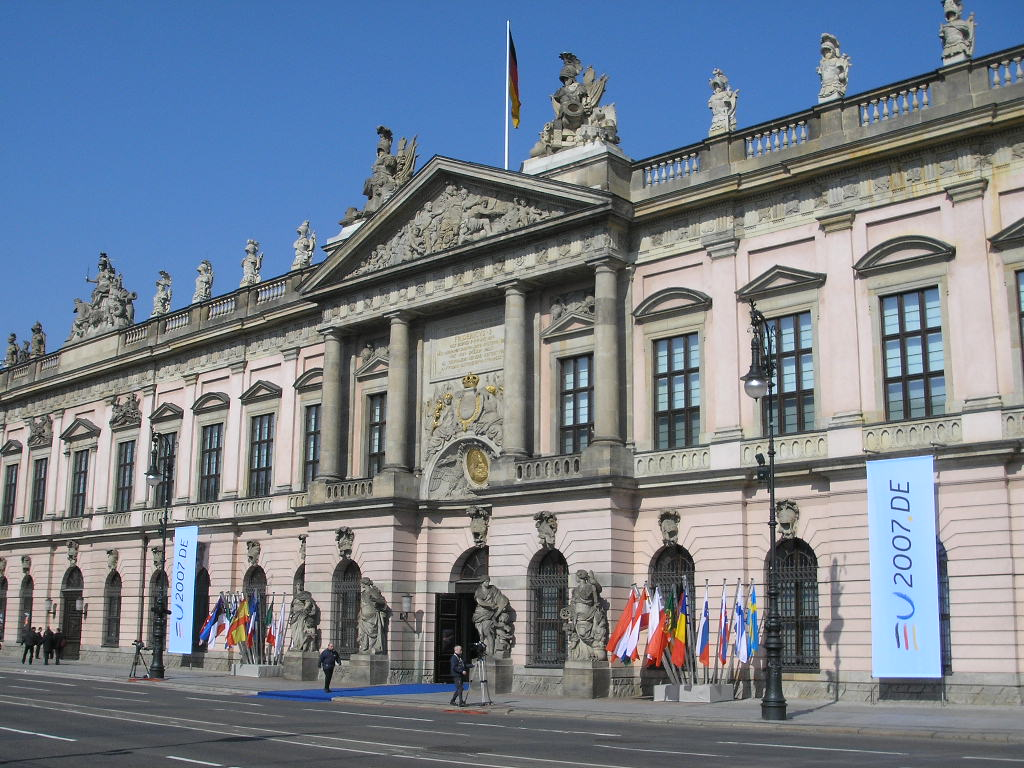
Museo de Historia Alemana, engalanado con ocasión de la Declaración de Berlín.

El borrador propuesto por la Presidencia alemana del Consejo de la Unión Europea el 19 de mayo de 2007 incluyó la "esencia de la Constitución", en referencia al Tratado por el que se establece una Constitución para Europa de 2004 que no llegó a ser ratificado. La propuesta fue presentada tras las reuniones de trabajo entre la presidencia y los delegados de los en ese entonces veintisiete Estados miembros durante el primer semestre del año. Se decidió abandonar el formato del 'Tratado constitucional' e impulsar en su lugar un tratado clásico que introduzca enmiendas en los dos tratados en vigor, Tratado de la Unión Europea y el Tratado de la Comunidad Europea que pasaría a llamarse Tratado sobre el funcionamiento de la Unión.
Portugal, que asumió la presidencia de la UE durante la segunda mitad del 2007, lanzó una conferencia intergubernamental (CIG) los días 23 y 24 de julio, para acabar la redacción del texto, coincidiendo con la reunión de ministros de Asuntos exteriores. El nuevo Tratado fue presentado en la cumbre del 18 de octubre en la ciudad de Lisboa, siendo firmado el 13 de diciembre siguiente.
El proceso de ratificación se inició el 17 de diciembre de 2007 con la aprobación del texto por parte de la Asamblea Nacional de Hungría. Al año siguiente, el resultado negativo en un referéndum irlandés sobre el tratado, llevó al Gobierno de Irlanda convocar un segundo referéndum el 2 de octubre de 2009 que produjo resultados favorables a la ratificación del documento.
Con la firma del tratado por parte del presidente de República Checa en noviembre de 2009 se finalizó el proceso de ratificación, permitiendo con ello la entrada en vigor texto el 1 de diciembre de 2009.

## Funcionamiento
En consonancia con su naturaleza por la que modifica otros tratados, el Tratado de Lisboa no está destinado a ser leído como un texto autónomo. Se compone de una serie de enmiendas del Tratado de la Unión Europea y del Tratado constitutivo de la Comunidad Europea, este último se denominará en adelante "Tratado de Funcionamiento de la Unión Europea". El Tratado de la Unión Europea que, después de haber sido modificado por el Tratado de Lisboa, hace referencia a la Carta de los Derechos Fundamentales de la UE, por lo que es un documento jurídicamente vinculante. El Tratado de la Unión Europea, el Tratado de Funcionamiento de la Unión Europea y la Carta de los Derechos tienen igual valor jurídico y constituyen la base jurídica de la Unión Europea.
La rechazada Constitución de la UE integraba la Carta de los Derechos Fundamentales en el texto del tratado y era jurídicamente vinculante. El Reino Unido, como uno de los dos países con un sistema jurídico de derecho común en la UE y que además no ha codificado una gran Constitución, estaba en contra de lo que fuese jurídicamente vinculante sobre el derecho interno. La propuesta de la Presidencia alemana que una sola referencia a ella con un solo artículo en la modificación de los tratados, mantuviese el que debe ser jurídicamente vinculante, se puso en práctica. Sin embargo, en un protocolo adjunto, Polonia y el Reino Unido obtuvieron un trato especial en estas disposiciones del tratado. El artículo 6 del Tratado de la Unión Europea eleva a la Carta el mismo valor jurídico que el Tratado de la Unión Europea y el Tratado de Funcionamiento de la Unión Europea.
Una enmienda característica del Tratado de Lisboa es la siguiente:

"El artículo 7 se modifica como sigue:
b) En todo el artículo, los términos "previo dictamen conforme" se sustituyen por "previa aprobación", la referencia a la violación "de principios contemplados en el apartado 1 del artículo 6" se sustituye por una referencia a la violación "de los valores contemplados en el artículo [I-2]" y los términos "del presente Tratado" se sustituyen por "de los Tratados".

## Modificaciones aportadas

### Banco Central Europeo
El Tratado de Lisboa formalizó la posición del Banco Central Europeo (BCE) al convertirlo en una Institución de la Unión Europea, y al Consejo Europeo se le dio el derecho de nombrar al presidente del BCE por mayoría cualificada.

### Ámbito judicial
El Tratado de Lisboa cambió el nombre del Tribunal de Justicia de las Comunidades Europeas por el de «Tribunal de Justicia de la Unión Europea» (TJUE), que según el artículo 19 del TUE, comprenderá el Tribunal de Justicia, el Tribunal General y los tribunales especializados (el Tribunal de la Función Pública, derogado desde 2016). Según el texto, los asuntos de política exterior continúan siendo excluidos de la jurisdicción del Tribunal de Justicia, a pesar de que habrá nueva jurisdicción para revisar la política exterior de medidas de sanción. Asimismo, se le dio jurisdicción sobre ciertos asuntos no relacionados con la cooperación policial y penal (ver más Espacio de Libertad, Seguridad y Justicia).
Por otra parte, al Tribunal de Primera Instancia se le cambió su nombre por el de «Tribunal General de la Unión Europea», creado para descargar de trabajo al Tribunal Europeo. Su función principal es atender los recursos de personas físicas y/o jurídicas contra actos jurídicos u omisiones de las instituciones de la Unión Europea.

### Consejo
El Consejo de la Unión Europea (CUE) pasa a denominarse simplemente Consejo. Sin embargo, el CUE seguirá siendo una plataforma organizada de reuniones entre los ministros nacionales de departamentos específicos (por ejemplo, las finanzas o los ministros de Asuntos Exteriores). Los procedimientos legislativos, que incluyen reuniones de debate y votación, se celebrarán en público.
El Tratado de Lisboa amplió de 36 a 87 las materias que se adoptarán por voto a mayoría cualificada. Aunque algunas áreas de la política todavía requieren decisiones unánimes (en particular en materia de política exterior, defensa y fiscalidad). A partir de 2014 empezó a aplicarse formalmente la doble mayoría (de un 55% de Estados miembros, con un mínimo de 15, que englobe a un 65% de la población), sin embargo Polonia podrá invocar el Tratado de Niza para lograr una minoría de bloqueo. Cuando el Consejo no actúa a propuesta de la Comisión, la mayoría necesaria de todos los países miembros se incrementa a 72%, mientras que en cuanto a la población se mantiene la misma exigencia. Para bloquear la legislación, al menos, 4 países tienen que estar en contra de la propuesta.
Las reglas de votación del Tratado de Niza, que incluyen en la mayoría de los países (50% / 67%), el peso de voto (74%) y población (62%) se mantuvo en vigor hasta 2014, y a partir de entonces una nueva versión del "compromiso de Ioánina", permite a las pequeñas minorías de los Estados pedir un nuevo examen de las decisiones de la UE.
En cuanto a la Presidencia rotatoria del Consejo, esta tendrá un plazo de 18 meses compartida por un trío de los Estados miembros, con el fin de proporcionar una mayor continuidad. La excepción es la del Consejo de Asuntos Exteriores, que es presidido por el recién creado puesto de Alto representante de la Unión para Asuntos Exteriores y Política de Seguridad.

### Consejo Europeo
Con la entrada en vigor del Tratado de Lisboa, el Consejo Europeo de jefes de Gobierno o jefes de Estado (ya sea el primer ministro o el presidente), se separó oficialmente del Consejo de la Unión Europea (los ministros nacionales de áreas específicas de la política). Con este tratado el Consejo Europeo se convirtió en una institución de la UE pero sin recibir nuevas atribuciones. Sin embargo, se creó la figura del Presidente del Consejo Europeo que es nombrado para un periodo de dos años y medio renovable una sola vez, tras ser elegido por mayoría cualificada entre los miembros del cuerpo.
El trabajo del Presidente es en gran parte administrativo. Su misión principal es la de garantizar la preparación y la continuidad de la labor del Consejo y favorecer el consenso entre sus miembros. Sin embargo, encarna la representación exterior del consejo y de la Unión, y es el encargado de presentar los informes al Parlamento Europeo después de las reuniones del Consejo.

### Parlamento Europeo
En virtud de las disposiciones del Tratado de Lisboa, el poder legislativo del Parlamento Europeo se incrementó mediante la extensión del procedimiento de codecisión con el Consejo a nuevas áreas políticas. Este procedimiento se convirtió en el procedimiento legislativo ordinario en la labor del Consejo y el Parlamento.
En las áreas restantes ("procedimientos legislativos especiales"), el Parlamento no tiene el derecho de consentimiento para una medida del Consejo, o viceversa, salvo en los pocos casos del antiguo procedimiento de consulta (en la que el Consejo tendría que consultar al Parlamento Europeo antes de la votación sobre una propuesta de la Comisión y tener en cuenta sus puntos de vista. No sería obligado por la posición del Parlamento, pero solo por la obligación de consultarlo. El Parlamento tendría que ser consultado de nuevo si el Consejo se aparta demasiado lejos de la propuesta inicial).
El Tratado de Lisboa también redujo el número máximo de diputados de cada Estado miembro de 99 a 96 y aumenta el número mínimo de 5 a 6. El Parlamento también adquiere mayores competencias en la totalidad del presupuesto de la UE, y su autoridad se extendía desde "obligatoria" para incluir los gastos del presupuesto en su totalidad. Por otra parte, la Comisión ya no estará obligada a presentar un anteproyecto de presupuesto al Consejo, sino a presentar el proyecto de presupuesto directamente.

### Parlamentos nacionales
El Tratado de Lisboa amplió el papel de los parlamentos de los Estados miembros en cuanto a la labor y los procesos legislativos de las instituciones y los órganos de la UE. Una nueva disposición establece los derechos y obligaciones de los Parlamentos nacionales dentro de la Unión en cuanto a su información, los mecanismos de evaluación en el espacio de libertad, seguridad y justicia, el control de la subsidiariedad o la revisión de los Tratados. Según el principio de subsidiariedad, la UE solo debe actuar cuando ello resulte más eficaz que la acción a escala nacional (excepto en los ámbitos de su competencia exclusiva). Con el tratado, si una tercera parte de los Parlamentos nacionales considera que una propuesta no se ajusta a este principio, la Comisión deberá reexaminarla y podrá decidir mantenerla, modificarla o retirarla. Si la consideración viene de parte de la mayoría de los Parlamentos nacionales, pero aun así la Comisión decide mantener su propuesta, se iniciará un procedimiento donde la Comisión deberá exponer sus motivos y el Parlamento Europeo y el Consejo decidirán si el procedimiento legislativo puede continuar o no.

### Comisión Europea
La Comisión de las Comunidades Europeas pasó oficialmente a llamarse «Comisión Europea». Además, el Tratado de Lisboa, declaró que el tamaño de la Comisión se reduciría de un Estado miembro por una de las dos terceras partes de los Estados miembros a partir de 2014. Esto habría puesto fin al acuerdo que ha existido desde 1957 de tener al menos un comisario para cada Estado miembro en todo momento. Sin embargo, el Tratado también estipula que el Consejo Europeo puede decidir por unanimidad modificar dicho número. Tras el referéndum irlandés, el Consejo decidió en diciembre de 2008, volver a un Comisario por Estado miembro a partir de la fecha de entrada en vigor del Tratado.
Otra medida destacada es la que estableció que la persona que ocupe el nuevo puesto de Alto Representante de la Unión para Asuntos Exteriores y Política de Seguridad, automáticamente también será un vicepresidente de la Comisión.

### Relaciones exteriores y seguridad
Las Relaciones Exteriores es un área política que en el marco del Tratado de Lisboa requere la unanimidad en el Consejo Europeo. Sin embargo, se alcanzó un acuerdo respecto al puesto, papel y poderes del representante de la Política exterior y de seguridad común de la Unión (PESC), y el Tratado ha supuesto un reforzamiento de la política exterior de la organización, quedando reforzadas las actuaciones de la UE con la implementación del Servicio Europeo de Acción Exterior, que prestá su ayuda al jefe de Política Exterior contando con los medios de que disponen las instituciones comunes y los Estados miembros.
Este interés por hacer más visible a la UE en el mundo, se observa tanto en el Tratado de la Unión Europea (TUE), en el que se recoge las novedades sobre la PESC como en el Tratado de Funcionamiento de la Unión Europea (TFUE), cuya quinta parte titulada Acción Exterior de la Unión, engloba todas las políticas comunitarias del antiguo primer pilar con proyección exterior, como son la Política Comercial Común, la Política de cooperación al desarrollo, la cooperación con terceros países y la Ayuda Humanitaria de la Unión. Además incorpora un primer artículo, el 205, en el que hace referencia a los principios y objetivos de la Acción Exterior de la Unión, remitiéndose a los mencionados para la PESC, entre los que destacan la defensa de la democracia, el Estado de Derecho, los derechos humanos y de las libertades fundamentales, así como la dignidad humana.
También se estableció que el jefe de la Política Exterior se llamará Alto representante de la Unión para Asuntos Exteriores y Política de Seguridad (AR). Ete cargo combinó los puestos ostentados hasta entonces por el Alto Representante de Política Exterior y el Comisario de Relaciones Exteriores, que controla el presupuesto de la Comisión en materia de cooperación y política exterior y el personal de esta área del ejecutivo comunitario. Además pasó a ser vicepresidente de la Comisión Europea y preside el Consejo de Ministros de Asuntos Exteriores de la UE. Así mismo, el tratado especifica en lo referente a la acción del AR en la escena internacional y sus relaciones con la Organización de las Naciones Unidas:

La acción de la Unión en la escena internacional se basará en el respeto de los principios de la Carta de las Naciones Unidas y del Derecho internacional (...) La Unión propiciará soluciones multilaterales a los problemas comunes, en particular en el marco de las Naciones Unidas. (...) La Unión establecerá todo tipo de cooperación adecuada con los órganos de las Naciones Unidas y de sus organismos especializados...
Cuando la Unión haya definido una posición sobre un tema incluido en el orden del día del Consejo de Seguridad de las Naciones Unidas, los Estados miembros  que sean miembros de éste pedirán que se invite al Alto Representante a presentar la posición de la Unión. (...) La Organización de las Naciones Unidas puede solicitar la asistencia de la Unión para ejecutar con carácter de urgencia misiones emprendidas en virtud de los capítulos VI y VII de la Carta de las Naciones Unidas.

El tratado prevé que la Política Europea de Seguridad y de Defensa, que pasó a denominarse Política Común de Seguridad y Defensa (PSCD) dará lugar a un acuerdo de defensa común para la UE. Si bien no cambió sustancialmente durante los primeros años tras la entrada en vigor del Tratado, la PCSD presenta un potencial de evolución, tanto política como institucionalmente. Además, en el marco del tratado, los Estados miembros deben asistencia, si un Estado miembro es objeto de un ataque terrorista o víctima de una persona física o desastres hechos por el hombre (pero cualquier acción militar conjunta está sujeta a las disposiciones del artículo 31 de la versión consolidada del Tratado de la Unión Europea, que reconoce diversos intereses nacionales).
| Exclusivas |
| --- |
| - la Unión Aduanera; - el establecimiento de normas sobre competencia para el mercado interior; - la política monetaria de la eurozona; - la conservación de los recursos biológicos marinos dentro de la Política Pesquera Común; - la Política Comercial Común; - la celebración de acuerdos internacionales (con condiciones). |
| Compartidas |
| - el mercado interior - la política social, en los aspectos definidos por los Tratados - la cohesión económica, social y territorial; - la agricultura y la pesca; - el medio ambiente; - la protección de los consumidores; - el transporte; - las redes transeuropeas; - la energía; - el espacio de libertad, seguridad y justicia; - los asuntos comunes sobre salud pública - la investigación, el desarrollo tecnológico y el espacio - la cooperación al desarrollo y la ayuda humanitaria |
| Competencias de apoyo |
| - la protección y mejora de la salud humana - la industria - la cultura - el turismo - la educación, la formación profesional, la juventud y el deporte - la protección civil - la cooperación administrativa |
| Específicas |
| - la coordinación de las políticas económica, social y de empleo - la Política Exterior y de Seguridad Común |

### Determinación de los ámbitos políticos
Según lo señalado en el Título I de la Primera Parte del Tratado de Funcionamiento de la Unión Europea (versión consolidada), la distribución de competencias en diversos ámbitos entre los Estados miembros y la Unión se declara explícitamente en las tres categorías siguientes:
- Competencias exclusivas: Solo la Unión puede legislar y adoptar actos vinculantes; los Estados únicamente podrán si son facultados por la Unión o para aplicar actos de la Unión.[52]
- Competencias compartidas: La Unión y los Estados miembros pueden legislar y adoptar actos vinculantes, pero los Estados solo ejercerán su competencia en la medida en que la Unión no lo haya hecho.[52]
- Competencias de apoyo: La Unión puede llevar a cabo acciones con el fin de apoyar, coordinar o complementar la acción de los Estados.[51]

### Personalidad jurídica
Anteriormente solo el pilar de las Comunidades Europeas tenía su propia personalidad jurídica. En virtud de las nuevas disposiciones, los tres pilares se refundan en una personalidad jurídica de la llamada Unión Europea y la UE tendrá una personalidad jurídica única. El Tratado de la Unión Europea después de que el Tratado de Lisboa establece que "La Unión sustituirá y sucederá a la Comunidad Europea." Por lo tanto, los nombres de las instituciones de la UE verán la palabra 'Comunidad' eliminada (por ejemplo, el título de facto 'Comisión Europea' se convertirá en oficial, en sustitución de su nombre de tratados de "Comisión de las Comunidades Europeas»).
Poniendo fin a esta dualidad, el Tratado de Lisboa ha aumentando la capacidad de la UE para actuar, especialmente en política exterior. Esta fusión de los pilares, incluida la Comunidad Europea, permite ultimar el establecimiento de diversas comunidades. Tal es el caso de la Unión Europea Occidental (UEO), una organización integrada por diez Estados miembros, que fue disuelta en 2010 tras la entrada en vigor del Tratado de Lisboa y el consecuente desarrollo de la política de defensa en la Unión Europea.

### Ampliación y secesión
Una propuesta que consagraba la inclusión en el tratado de los criterios de Copenhague para una nueva ampliación, no fue plenamente aceptada, ya que se teme que llevaría a que los jueces del Tribunal de Justicia tengan la última palabra sobre quién puede formar parte de la UE, en lugar de los líderes políticos.
El tratado introduce una cláusula de salida para los Estados miembros que deseen retirarse de la Unión. Esto formaliza el procedimiento por el que se indica que un Estado miembro deberá informar al Consejo Europeo antes de que pueda terminar su membresía. Hasta el momento, ha habido dos caso en que un territorio ha dejado de ser parte de la Comunidad: Groenlandia en 1985 y Reino Unido en 2020.
En las nuevas disposiciones del Tratado de Lisboa, la condición de los territorios de ultramar (francés, neerlandés y danés) se puede modificar más fácilmente, sin que requieran una completa revisión de los Tratados. En lugar de ello, el Consejo Europeo podrá, por iniciativa del Estado miembro en cuestión, cambiar el estado de un país o territorio de ultramar (PTU) a una región ultraperiférica (OMR) o viceversa. Esta disposición se incluyó a propuesta de los Países Bajos, en el marco de la disolución de las Antillas Neerlandesas.

### Procedimientos de revisión
El proceso de revisión de los Tratados se divide en el procedimiento de revisión ordinario y el procedimiento de revisión simplificado. En el procedimiento ordinario el gobierno de un Estado miembro, el Parlamento Europeo o la Comisión Europea presentan propuestas de modificación al Consejo para que los presente al Consejo Europeo. Los Parlamentos nacionales también son notificados sobre la propuesta. El Consejo Europeo, previa consulta al Parlamento Europeo y a la Comisión, decide por mayoría simple, si se debe examinar las enmiendas. Si es aprobado, la Presidencia del Consejo Europeo convocara una Convención compuesta por representantes de los Parlamentos nacionales, de los jefes de Estado o de Gobierno de los Estados miembros, del Parlamento Europeo y de la Comisión. En el caso de modificaciones institucionales en el ámbito monetario, el Banco Central Europeo será también consultado. Después de examinar las propuestas de la Convención, se adoptará por consenso una recomendación a una Conferencia de representantes de los Gobiernos de los Estados miembros convocadas por el presidente del Consejo para determinar de común acuerdo las modificaciones que deban introducirse en los Tratados. Tras las enmiendas de este, pasará por el proceso de ratificación en cada Estado miembro. El Consejo Europeo podrá decidir por mayoría simple, previa consulta a la Comisión y con el consentimiento del Parlamento Europeo para eludir el proceso de la Convención y proceder directamente a la Conferencia de los representantes.
En el procedimiento simplificado de enmiendas propuesto en la tercera parte del Tratado de Funcionamiento de la Unión Europea, relativo a la política interna y la acción de la Unión, establece que estas pueden ser presentadas directamente al Consejo Europeo, que decide por unanimidad sobre las enmiendas a las disposiciones, previa consulta al Parlamento Europeo y la Comisión, y el Banco Central Europeo en el caso de modificaciones institucionales en el ámbito monetario.

## Opting out (cláusula de exención)
Una cláusula de exclusión voluntaria es una excepción a la legislación de la Unión Europea, dicha cláusula puede ser invocada por cualquier Estado de la Unión. Constituye una manera de garantizar que cuando un Estado miembro no desee participar en un ámbito particular de la política comunitaria, pueda quedarse al margen e impedir un bloqueo general de dicha política en el resto de los Estados. Esta cláusula se basa en el principio de cooperación leal, que se consagra en el Artículo 4.3, Título I, del Tratado de la Unión (TUE), que obliga a las instituciones comunitarias y a los Estados miembros a no impedir o interferir a la integración o la consecución de los objetivos de la Unión. Y es que, aunque son una minoría, ciertos Estados miembros están menos integrados en la UE que otros. En la mayoría de los casos esto se debe a que se les ha concedido una exención en un ámbito particular de la cooperación comunitaria.

## Comparación con el Tratado Constitucional
La mayoría de las innovaciones institucionales que se acordaron en el fallido Tratado por el que se establece una Constitución para Europa, se mantienen en el Tratado de Lisboa. La diferencia más destacada es que el Tratado de Lisboa modifica los tratados existentes de la UE, en lugar de la refundación de la UE mediante la sustitución de antiguos textos con un solo documento con la condición de una constitución. Otras diferencias incluyen:
- El proyecto de "Ministro de Asuntos Exteriores" se ha rebautizado como "Alto Representante de la Unión para Asuntos Exteriores y Política de Seguridad".[6]
- Los símbolos de la UE como la bandera, el lema y el himno, no son jurídicamente vinculantes en el Tratado de Lisboa. Todos ellos son, sin embargo, ya en uso, por ejemplo, la bandera europea fue adoptada en el decenio de 1980. Dieciséis países de la UE han declarado su lealtad a estos símbolos en el nuevo tratado, aunque la declaración anexa no es jurídicamente vinculante.[66][67]
- De acuerdo con la eliminación de la terminología y los símbolos de estado, los nuevos nombres para los distintos tipos de legislación de la UE han disminuido, en particular la propuesta de cambiar el nombre de los reglamentos y las directivas de la UE por leyes.[68][19][20][69]
- Dos Estados miembros de la UE han negociado cláusulas de exclusión adicional de determinados ámbitos de la política (véase más arriba).
- La lucha contra el cambio climático se declara explícitamente como objetivo de las instituciones de la UE en el Tratado de Lisboa.[70]
- En la fallida Constitución de Europa se había establecido como un objetivo el fomento de la "competencia libre y sin distorsiones". Debido a la presión ejercida por el Gobierno francés, esta frase no se incluyó en el Tratado de Lisboa. En cambio, el texto relativo a la libre y leal competencia en el artículo 3 del Tratado CE se mantiene y se trasladó al Protocolo n º 6 ( "El Mercado Interior y Competencia"). Ha habido un cierto debate sobre si esto tendrá un impacto en la política de Competencia de la UE en el futuro.[71]
- Modificaciones al consejo europeo: la presidencia pasa de rotar cada 6 meses y ser ostentada por un país a rotar cada 18 meses y ser ostentada por tres países. También hay cambios en cómo se toman algunas decisiones (doble mayoría: 55% de Estados miembros, con un mínimo de 15 países, que englobe a un 65% de la población).[72]